# Confédération des systèmes indépendants
Vous lisez un « bon article » labellisé en 2022.
Ne doit pas être confondu avec Communauté des États indépendants.
Pour les articles homonymes, voir CSI.
Régime politique apparaissant dans
Star Wars.
24 av. BY – 19 av. BY
Histoire et évènements
Dirigeant officiel
Dirigeant officieux
 République galactique  Empire galactique
 Alliance rebelle
La Confédération des systèmes indépendants (en version originale anglaise : Confederacy of Independent Systems), ou CSI, aussi appelée Alliance séparatiste, est un régime politique fictif apparaissant dans l'univers fictif de Star Wars. 
Ayant comme capitale Raxus Prime, elle regroupe de nombreuses organisations liées au commerce et à la finance, ainsi que des systèmes cherchant à s'affranchir de la République galactique de 24 à 19 av. BY, notamment durant la guerre des clones.
La Confédération des systèmes indépendants est dirigée par le Conseil séparatiste, lui-même secrètement manipulé et dirigé par l'ordre Sith. Un sénat permet d'y donner l'illusion d'une démocratie. La vaste armée séparatiste repose sur l'utilisation presque exclusive de droïdes.
La CSI apparaît dans plusieurs films de la saga Star Wars. Elle figure en effet dans L'Attaque des clones, puis dans La Revanche des Sith, ainsi que dans le film d'animation dérivé The Clone Wars.
En plus des films, elle est présente dans les séries télévisées d'animation The Clone Wars et The Bad Batch, dans les mises en roman des films dans lesquels elle apparaît, ainsi que dans plusieurs romans, jeux vidéo et bandes dessinées.

## Histoire

### Émergence avant la guerre des clones
Comme prémices à la fondation de la Confédération des systèmes indépendants, le blocus de Malastare est organisé par l'amiral Trench sous demande de l'Alliance intercorporations, une grande entreprise privée. Trench parvient alors à repousser l'offensive lancée par Wullf Yularen de la République galactique.

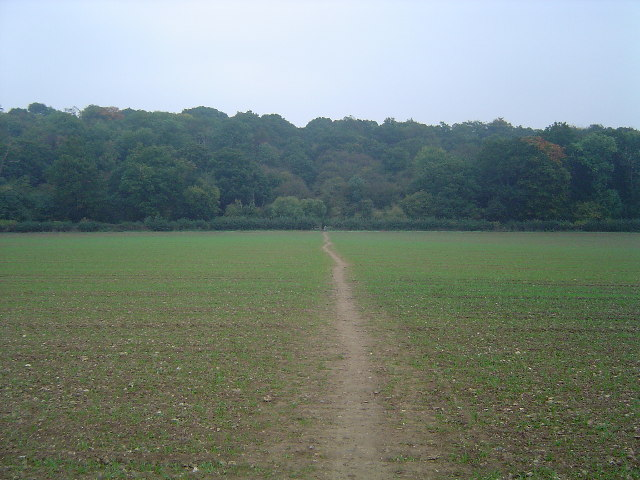
Whippendell Wood, où les scènes montrant l'arrivée de la Fédération du commerce à Naboo sont tournées pour La Menace fantôme.

Un autre blocus sert de précurseur à la création de la CSI, celui de Naboo, par la Fédération du commerce. Cette entreprise privée qui contrôle les principales routes commerciales de la Galaxie. En réalité, le Sith Dark Sidious manipule alors le vice-roi Nute Gunray, dirigeant de la Fédération du commerce.
Dans le même temps, le comte Dooku, l'un des plus talentueux Jedi, est souvent en désaccord avec l'ordre Jedi. Il décide de quitter l'ordre à la mort de son ancien apprenti Qui-Gon Jinn, et devient le vingtième à avoir renoncé à l'ordre Jedi après une dispute avec les autres Jedi. Dooku fonde alors la Confédération des systèmes indépendants. Peu après, il devient, sous le nom de Dark Tyrannus, l'apprenti de Dark Sidious, et bascule ainsi dans le Côté obscur,.
Ainsi, en 24 av. BY, Dooku annonce officiellement la création de la Confédération des systèmes indépendants. Il prononce un discours à Raxus Prime. Dès lors, cette planète devient une cible centrale pour la République galactique.
Petit à petit, la République et l'ordre Jedi sont de plus en plus accusés de ne pas servir les intérêts populaires mais ceux de personnalités politiques influentes. Certains peuples qui se sentent isolés voient donc en la CSI de Dooku une solution qui peut remplacer la République corrompue.
Une forte propagande de la part de la CSI dans les zones reculées permet de faire croire à certains peuples que les Jedi sont de dangereux monstres. L'utilisation d'un sénat permet aussi à la CSI de simuler un fonctionnement démocratique. Plus généralement, Dooku se sert d'une propagande qui idéalise la CSI au détriment de la République.
Ainsi, plus de dix mille systèmes se joignent à la cause séparatiste. Plusieurs de ces mondes font ce choix parce qu'ils se sentent trahis par leur intégration dans l'espace républicain en étant surtaxés mais pas protégés par la République. Cependant, certains entrent dans la CSI afin de pouvoir pratiquer librement des activités jugées illégales dans la République.
La Fédération du commerce commence à se fournir des super droïdes de combat auprès de Baktoid Combat Automata à Géonosis. Elle ignore les lois républicaines sur les forces de sécurité privées. De même, d'autres groupes privés commencent à s'écarter petit à petit des réglementations de la République.

### Guerre des clones

#### Début du conflit
Les dirigeants séparatistes se réunissent pour la première fois sur Géonosis, où une grande partie de l'armée de la CSI est construite. L'archiduc de la ruche Stalgasin, Poggle le Bref, préside à cette rencontre, qui a lieu sur son terrain.
Toutefois, les Séparatistes découvrent et capturent Obi-Wan Kenobi, puis Anakin Skywalker et Padmé Amidala, trois membres notables de la République galactique. Ces républicains sont condamnés à mort : les Séparatistes les enchaînent au milieu d'une arène de gladiateurs et libèrent des animaux pour qu'ils dévorent ces prisonniers. Cependant, à l'arrivée d'un groupe de Jedi dirigé par Mace Windu pour les secourir, la CSI envoie son armée droïde au combat. L'affrontement qui s'ensuit, la bataille de Géonosis, marque le commencement de la guerre des clones, conflit à l'échelle galactique qui oppose les Séparatistes à la République galactique.
Pendant cette guerre des clones, Wat Tambor, du Techno-Syndicat, profite de l'alliance avec la CSI pour s'enrichir. Il tente notamment l'invasion de Ryloth pour en exploiter les ressources. Néanmoins, il est capturé par la République galactique après avoir trop tardé à fuir. Il avait en effet voulu s'assurer que le plus de richesses possibles serait transporté hors de Ryloth. Malgré cet événement, il reste officiellement neutre.
Dans le même temps, la CSI tente de développer différentes armes qui pourraient éliminer les formes de vie organiques, l'armée séparatiste étant composée de droïdes et donc immunisée à ce type d'armes. Par exemple, le scientifique Nuvo Vindi recrée le mortel virus de l'Ombre bleue. Il est cependant arrêté par les Jedi après quelques victimes d'un début d'épidémie. L'ingénieur en armement Lok Durd développe lui le défoliant, un char d'assaut qui éradique la vie tout en laissant intactes les machines. Il le teste à Maridun avant d'être aussi défait par les Jedi.
L'Alliance séparatiste essaie aussi de reprendre le contrôle de Géonosis, perdue au début de la guerre. La planète parvient à retomber temporairement sous la domination séparatiste. Un assaut républicain parvient cependant à la reprendre. Par la même occasion, la République détruit l'usine de droïdes de Géonosis, productrice d'une partie conséquente de l'armée séparatiste.
L'Alliance séparatiste cherche à affaiblir l'armée de la République. Pour cela, elle s'attaque à Kamino, où les soldats clones sont produits. Cet assaut surprise mené par le général Grievous doit alors permettre la destruction des installations centrales dans l'effort de guerre républicain. Les Jedi ripostent au commencement de l'attaque. Après un duel contre Obi-Wan Kenobi, Grievous décide de battre en retraite. La CSI échoue alors à l'une des opérations qui auraient pu changer totalement le cours de la guerre.
Quand la CSI apprend l'existence d'une route hyperspatiale secrète qui peut permettre de relier Coruscant au noyau de l'espace séparatiste, Dooku souhaite à tout prix en obtenir les coordonnées. Les Séparatistes parviennent à capturer le Jedi Even Piell et son officier, Wilhuff Tarkin, afin de tenter d'obtenir l'information. Ils sont alors enfermés dans la prison de la Citadelle, à Lola Sayu, dirigée par le Séparatiste Osi Sobeck. Toutefois, des Jedi et des soldats clones envoyés par la République organisent une mission de sauvetage. Osi Sobeck tente de les empêcher de fuir en envoyant des droïdes de combat puis des anoobas. De cette façon, il parvient à tuer Even Piell. Le Jedi, juste avant de mourir, fournit les données à Ahsoka Tano. Ainsi, malgré sa mort, la République peut obtenir l'avantage stratégique qu'est une route qui relie les capitales des deux belligérants.
Ainsi, la CSI perd un avantage qui aurait pu être décisif au cours de la guerre, d'autant plus que c'est désormais l'ennemi républicain qui est en possession de ces données délicates. Par ailleurs, les coordonnées sont remises au chancelier de la République, Sheev Palpatine, qui peut ensuite orchestrer discrètement son enlèvement par les séparatistes et la bataille de Coruscant vers la fin de la guerre des clones. Cette dernière bataille coûtera alors beaucoup à la CSI.
L'Alliance séparatiste profite aussi de conflits locaux pour se renforcer. Dooku envoie ainsi Riff Tamson tuer le roi de Mon Cala. Grâce à cela, une guerre civile éclate entre les deux peuples qui cohabitent sur cette planète, les mon calamari et les quarren. Ensuite, les séparatistes soutiennent les quarren pour essayer de prendre le contrôle de la planète contre les mon calamari républicains.
La CSI tente d'assassiner le chancelier Sheev Palpatine, mais est défaite par le Jedi Obi-Wan Kenobi. En effet, le séparatiste Moralo Eval organise un complot qui vise à faire tuer le dirigeant de la République par des chasseurs de primes. Ainsi, il fait passer à plusieurs mercenaires, dont Cad Bane notamment, le test de la « Boîte ». Il les envoie ensuite mission, sans savoir que depuis le début Obi-Wan a pris la place de l'un des chasseurs de primes et surveille par conséquent le complot. L'Ordre Jedi, au courant du projet séparatiste, a en effet confié à Obi-Wan cette infiltration.
La République et l'Ordre Jedi ne sont pas les seuls ennemis. Lorsqu'Asajj Ventress et les Sœurs de la nuit trahissent le comte Dooku, ce dernier envoie alors Grievous avec une armée droïde pour se venger. Les séparatistes exterminent alors les Sœurs de la nuit. Seule Asajj parvient à échapper à ce génocide.

#### Chute de la Confédération
La défaite des Séparatistes commence à se faire sentir aux derniers mois de la guerre des clones, en 20 av. BY, mais surtout en 19 av. BY. La CSI est alors victime d'une longue campagne républicaine, connue sous le nom de « sièges de la Bordure extérieure ». La superficie des territoires séparatistes se réduit alors fortement. La République galactique en profite alors pour s'attaquer aux enclaves séparatistes au centre de l'aire républicaine. La CSI perd toutes ses batailles dans les mondes du Noyau et dans les Colonies pendant ces derniers mois. Cependant, la résistance séparatiste durant la campagne finale de la République dure plus longtemps que ce à quoi des républicains comme le Jedi Anakin Skywalker s'attendent,.
Après la fuite de la Citadelle, l'apparente neutralité du Techno-Syndicat avait permis à Wat Tambor d'utiliser discrètement le soldat clone Echo, présumé mort. Le Techno-Syndicat avait ainsi découvert les stratégies des forces républicaines à l'avance. Il pouvait les prévoir et les contrer. Cet usage permet ainsi d'importantes victoires de la CSI. Cela permet aussi l'enrichissement de Wat Tambor, qui qualifie Echo de « propriété du Techno-Syndicat » quand le clone est libéré par la République. En effet, ce sauvetage prive alors les séparatistes de son principal avantage stratégique.

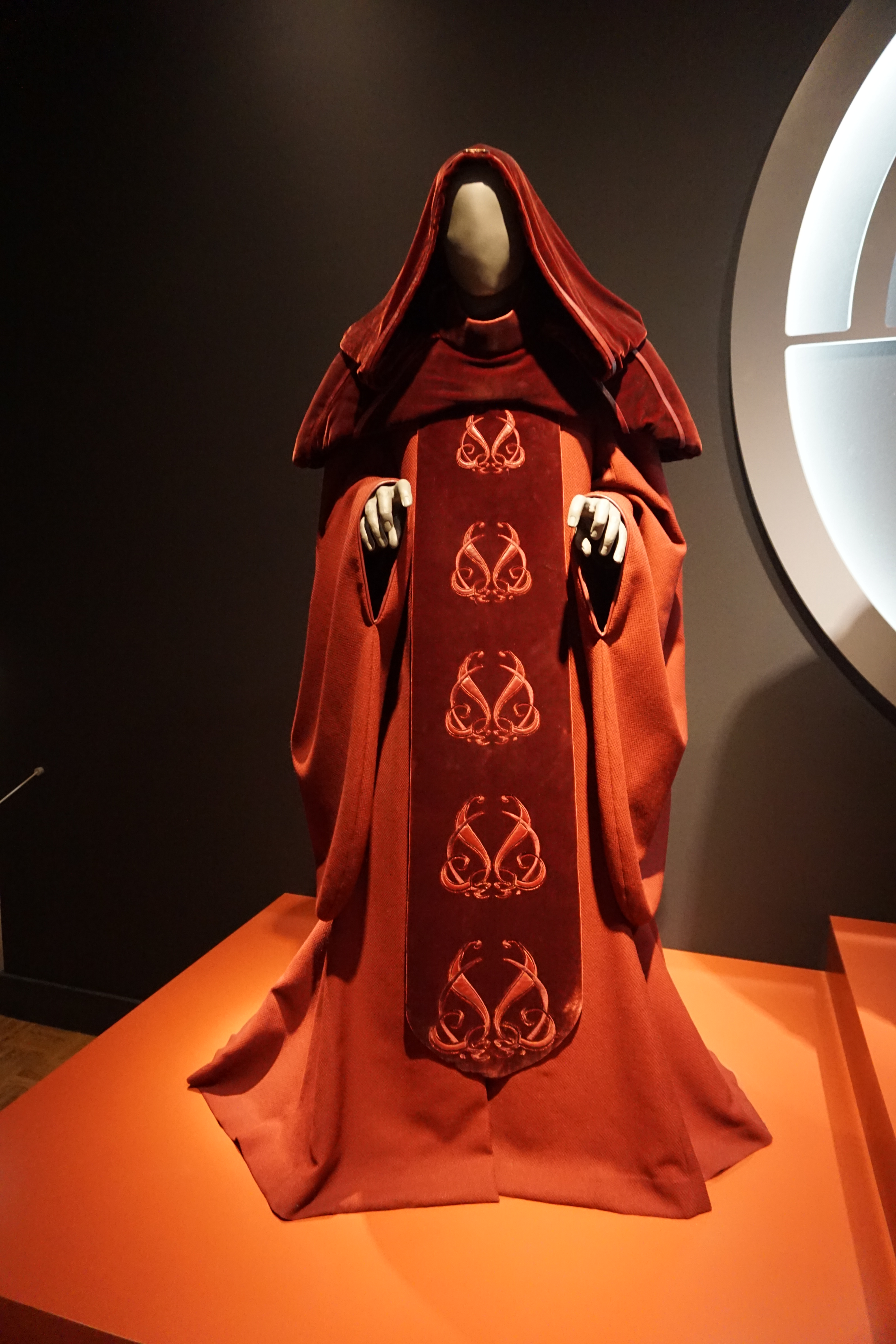
Robe à capuche que porte Palpatine alors qu'il manigance pour mettre fin à la CSI.

Lorsque l'allégeance secrète à la CSI par le Clan bancaire est découverte, les séparatistes perdent cet allié essentiel. Le chancelier de la République, Palpatine nationalise en effet les banques. Il possède dès lors le contrôle total du secteur financier au détriment des séparatistes.
Pendant la bataille de Coruscant, Anakin Skywalker et Obi-Wan Kenobi doivent secourir le chancelier Sheev Palpatine. Ils infiltrent le vaisseau amiral séparatiste, la Main Invisible, et y trouvent le chancelier. Toutefois, ils doivent alors faire face au comte Dooku, qui les affronte mais est vaincu. Sheev Palpatine, qui est en réalité Dark Sidious, le dirigeant secret de la CSI, incite Anakin à exécuter Dooku. Anakin écoute Palpatine, mettant ainsi fin à la vie du dirigeant officiel des séparatistes.
Après l'incident, l'Alliance séparaiste se retrouve privée du dirigeant que la Galaxie considère comme charismatique et capable de renverser la République corrompue. Grievous devient alors le nouveau dirigeant séparatiste officiel, pour continuer à servir Sidious dans l'ombre. Toutefois, il est réputé pour sa brutalité du fait de nombreux meurtres de Jedi, et n'est pas aussi populaire que Dooku.
Le Jedi Obi-Wan Kenobi traque Grievous vers Utapau afin de mettre fin à l'Alliance séparatiste et ainsi à la guerre. Il le trouve et l'affronte. En conclusion du duel au sabre laser qui les oppose, Obi-Wan attrape un blaster et tue son ennemi d'un tir dans le cœur.
Finalement, Sidious lui-même décide d'éliminer les autres chefs survivants de la CSI. Il envoie son nouvel apprenti, Anakin Skywalker, récemment devenu Dark Vador. Ainsi, une fois à Mustafar, où les dirigeants séparatistes se sont réfugiés, Vador s'attaque à eux. Il ignore alors leurs appels de pitié et les tranche un par un violemment.
Ainsi, Sidious se débarrasse des chefs de la CSI. La dissolution de la CSI qui s'ensuit élimine la plus puissante organisation d'opposants à la République. Sidious peut désormais transformer totalement la République en Empire galactique. Il n'a plus à craindre la menace que pourrait représenter pour lui la CSI. Les dirigeants séparatistes sont en effet des aristocrates capables de se retourner contre l'Empire et de l'affronter avec une puissance conséquente. Enfin, Sidious élimine les principaux chefs de la CSI afin de garder secrète l'alliance qu'il avait effectuée avec eux. Il les avait abordés pour plonger la Galaxie dans le chaos en provoquant la guerre des clones et s'accaparer progressivement les pouvoirs d'urgence.

### Après la Confédération des systèmes indépendants

#### Héritage politique
Une fois l'Alliance séparatiste dissoute par l'exécution de ses dirigeants, l'armée droïde est majoritairement désactivée. Toutefois, quelques cellules subsistent. Parfois, ces cellules ne comprennent tout simplement pas que la guerre est terminée.
Par exemple, un groupe de droïdes de combat continue à fonctionner, croyant que l'ordre de désactivation est un leurre de la République contre la CSI. Ces droïdes sont retrouvés après plusieurs années d'attente par les rebelles Kanan Jarrus, Ezra Bridger et Rex.
Raxus, ancien monde séparatiste, est occupé par l'Empire Galactique. Néanmoins, l'opposition de la population au gouvernement galactique persiste malgré la transformation de la République galactique. Les soldats clones du Bad Batch sont alors engagés par le droïde de l'ancien sénateur séparatiste de Raxus, Avi Singh. Le droïde les charge de permettre l'évasion d'Avi, dont la vie est menacée par sa position et son idéologie en territoire impérial. L'Empire cherche alors en effet à tout prix à imposer sa domination sur ce monde à tendance rebelle.
Par ailleurs, l'Empire profite de l'image diabolisée qu'a la Galaxie de la CSI pour l'associer aux Rebelles. Ainsi, selon les impériaux, l'Alliance rebelle qui surgit contre l'Empire n'est qu'une résurgence de l'Alliance séparatiste apparue quelques années auparavant face à la République galactique. Ce parallèle s'appuie notamment sur le fait que l'Empire est le résultat d'une transformation de la République. Il en est donc vu comme un prolongement. En outre, l'Alliance séparatiste est le perdant de la dernière guerre importante à ce moment,.
Cette vision de l'Alliance rebelle comme une simple seconde Alliance séparatiste est aussi fondée sur une part de réalité. En effet, plusieurs anciens séparatistes survivants, comme le super droïde tactique Kalani ou l'agent Cassian Andor, soutiennent la rébellion. Une différence majeure les distingue : les rebelles cherchent à rétablir la République alors que la CSI était corrompue. La tactique impériale fonctionne tout de même pendant longtemps. Les Rebelles étant vus comme des Séparatistes, ils trouvent plus de mal à récolter le soutien nécessaire pour pouvoir lutter contre l'Empire galactique.

#### Héritage matériel
Certaines personnes continuent à se servir de droïdes de combat séparatistes pour atteindre plus facilement certains objectifs. Par exemple, Dark Vador cherche à se construire une petite armée de droïdes dans une usine de Géonosis afin de renverser Dark Sidious avec. Les chasseurs de primes 4-LOM et Zuckuss se servent eux aussi de droïdes de combat, cette fois dans leur traque du cyborg Beilert Valance. Le futur pilote de la Résistance Temmin Wexley restaure et reprogramme quant à lui un droïde de combat pour qu'il lui serve de garde du corps et d'ami.
La circulation de quelques exemplaires de droïdes scorpenek, qui ont auparavant servi la CSI, permet au Syndicat pyke de s'en procurer une paire. Les pykes s'en servent alors à Tatooine contre Boba Fett.
En outre, l'Empire utilise secrètement le peuple géonosien, ancien groupe séparatiste, pour construire l'Étoile de la mort, dont les plans ont été conçus à Géonosis pendant la guerre des clones. Une fois la station spatiale achevée, l'Empire décide de stériliser la planète afin d'en exterminer la population. Le secret peut ainsi être conservé jusqu'à ce qu'il soit décidé de révéler l'existence de cette super-arme.

## Localisation
L'espace séparatiste se répartit dans une importante surface de la Galaxie.
Il s'étend principalement sur la Bordure extérieure. Il se compose à son apogée principalement de cinq territoires à l'échelle galactique. Le principal se trouve au nord de l'Espace hutt, à l'Est galactique. Le deuxième plus grand se situe au Nord galactique. Les trois autres se partagent le Sud galactique.
La CSI repose aussi sur quelques enclaves séparatistes au sein de la République galactique, souvent des sièges sociaux d'entreprises membres de la CSI. Ces sept enclaves se composent des zones respectives de Null, de Colla, de Castell, de Scipio, de Skako, de Neimodia et de Cato Neimodia, du Nord galactique au Sud galactique. Ces sept mondes se situent tous dans la moitié Nord de la Galaxie, et, excepté Null, dans le Grand Noyau.

### Politique
La première capitale séparatiste est Géonosis. La bataille de Géonosis amène la CSI à devoir délocaliser sa capitale dans un monde plus stable, tout en continuant pendant longtemps de récupérer Géonosis à la République galactique.
La planète Raxus Secundus, ou simplement Raxus, devient la capitale de l'Alliance séparatiste. Le sénat séparatiste y siège. La principale ville de Raxus est Raxulion. Cosmopolite, Raxus est particulièrement prospère économiquement. Sa population y est très diversifiée.
Par ailleurs, comme la CSI se compose de plusieurs organisations, elle possède plusieurs pôles. Par exemple, la Fédération du commerce est installée à Neimodia, où elle a été fondée, malgré sa forte influence concentrée sur la Bordure.

### Économique

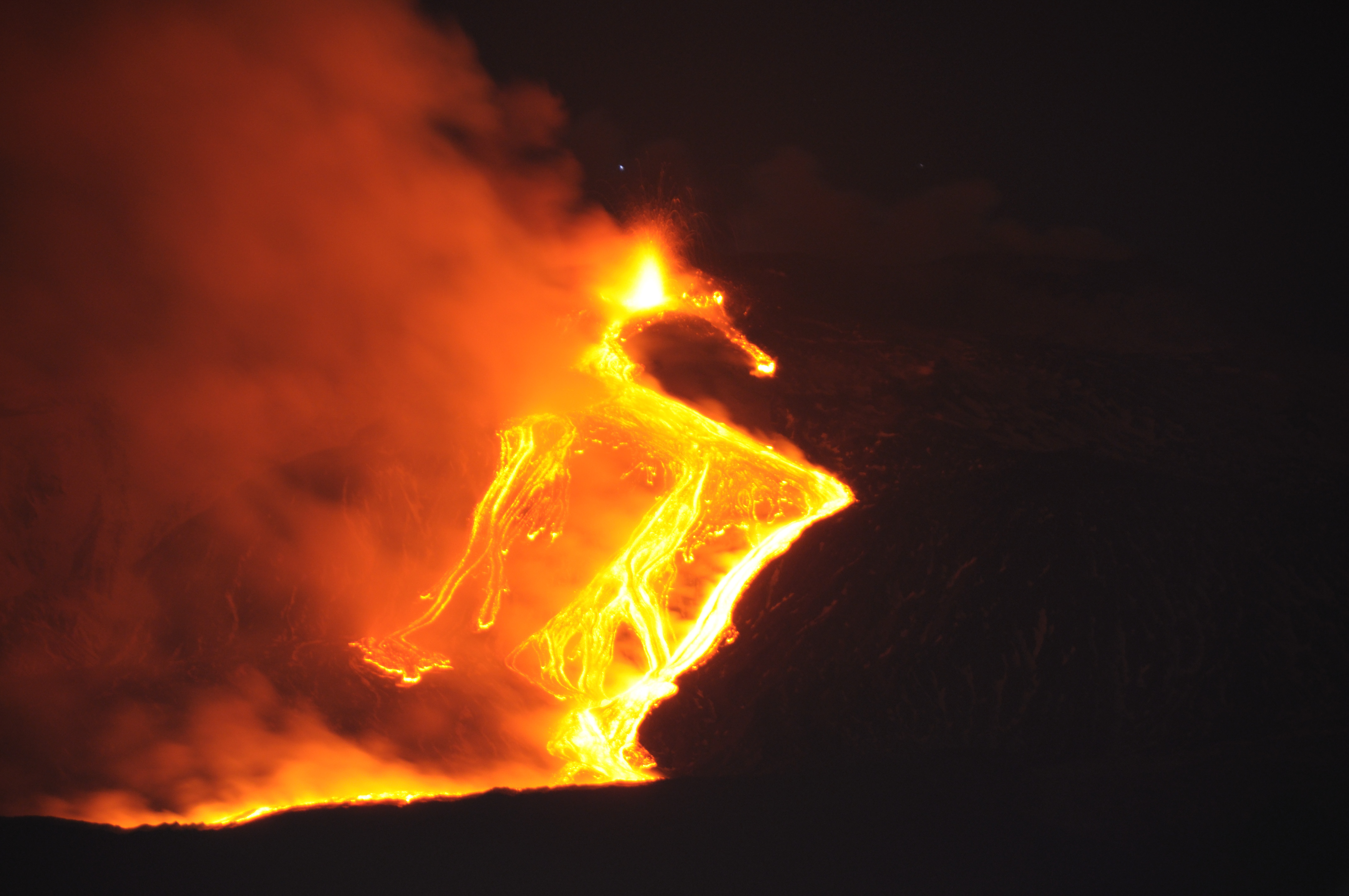
Éruption effusive de l'Etna, volcan ayant servi à la création des images de Mustafar dans La Revanche des Sith.

Le Techno-Syndicat, affilié à l'Alliance séparatiste, considère que Mustafar lui appartient. L'organisation voit en effet sur ce monde de lave l'occasion de construire d'importants complexes miniers et d'y exploiter ainsi les ressources de la planète. Le Techno-Syndicat s'y fournit en minerais, grâce au travail effectué par des droïdes. Les mustafariens, autochtones de Mustafar, travaillent dès lors pour cette entreprise galactique.
Outre l'exploitation de ressources naturelles, l'Alliance séparatiste repose aussi beaucoup son économie sur le Clan bancaire intergalactique, puissant groupe dans le secteur financier. Le siège social du CBI se situe à Muunilinst. La deuxième planète la plus importante pour le CBI après celle-ci est Mygeeto, un monde couvert de cristaux. Par ailleurs, le CBI stocke sa fortune dans les montagnes enneigées de Scipio.

### Militaire

#### Industrie
L'Alliance séparatiste fait construire ses droïdes de combat principalement à Géonosis. Les géonosiens fournissent 5 000 000 droïdes de combat à la Fédération du commerce avant le commencement de la guerre des clones. L'efficacité de la conception de droïdes militaires à Géonosis s'explique en grande partie l'organisation en castes de la société géonosienne ; seulement 5 % de la population géonosienne appartient à la classe aristocrate. Ce peuple géonosien est dirigé par l'archiduc Poggle le Bref, lui-même sous les ordres de la reine Karina. De plus, les soldats géonosiens tuent instantanément les ouvriers qui ne travaillent pas. Les usines de Géonosis se structurent en labyrinthe souterrain.
Les colicoïdes, sur Colla 4, sont des alliés importants dans l'industrie des Séparatistes. Ils produisent en effet des droïdes parmi les plus efficaces de l'Alliance séparatiste, notamment les droïdekas et, en plus faible nombre, les scorpenecs.
Les droïdes vautours de la flotte séparatiste sont construits à Xi Char. Des usines cathédrales se trouvent dans ce monde, où la fabrication avec précision est étroitement associée aux rites religieux.

#### Prison
Durant la guerre des clones, l'Alliance séparatiste contrôle notamment Lola Sayu, un monde volcanique dont l'hémisphère sud est ravagée. Cette planète était auparavant dirigée par la République galactique. Les Séparatistes y incarcèrent les prisonniers les plus importants dans la Citadelle, prison réputée impénétrable. Le gardien Osi Sobeck utilise des droïdes et des anoobas pour assurer la défense de cet édifice labyrinthique.

## Organisation

### Instances politiques
Le Sénat séparatiste, aussi appelé « Congrès » ou « Parlement », est l'organe législatif de la Confédération. Son siège est situé sur Raxus Secundus et Bec Lawise est l'un des leaders du Sénat pendant la guerre des clones. Parmi les sénateurs se trouvent notamment Mina Bonteri puis Lux Bonteri, sénateurs d'Onderon, qui souhaitent une solution pacifique à l'opposition avec la République galactique, et Avi Singh, sénateur de Raxus. Malgré ce semblant de démocratie, Dooku reste le chef de l'État,. 
En effet, le Sénat ne possède pas de réelle utilité dans l'oligarchie corporatiste qu'est la CSI. Les pouvoirs y sont en fait détenus par le Conseil séparatiste, l'organe exécutif de la Confédération composé des dirigeants des principales entreprises membre de la CSI. Ce groupe, qui fait de la CSI une organisation plus corrompue que la République peut-être, est lui-même dominé, plus secrètement, par l'ordre Sith.

#### Adeptes de la Force

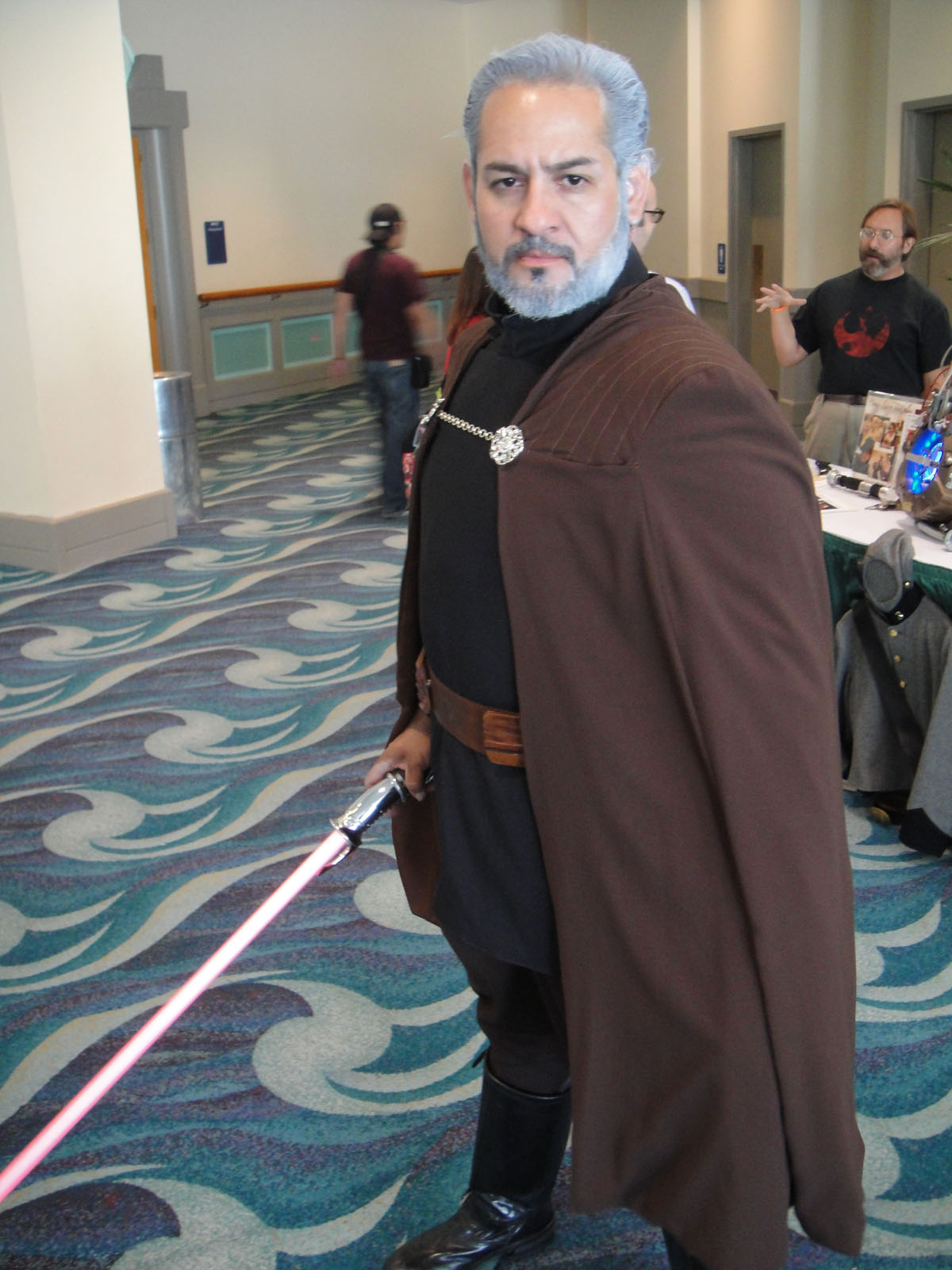
Cosplay de Dooku.

En effet, le dirigeant de la CSI est son fondateur, le comte Dooku, ancien Jedi. Dooku commande les séparatistes en collaboration avec son maître Sith, Dark Sidious. Sidious contrôle de cette façon l'Alliance séparatiste en secret. Dooku complote en espérant renverser un jour son maître et diriger réellement seul. Il ignore toutefois que Sidious projette déjà de se débarrasser de Dooku et du reste de la CSI.

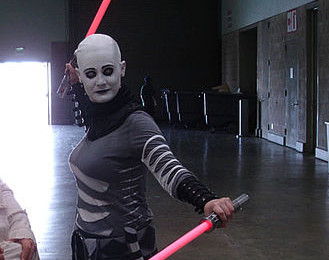
Cosplay d'Asajj Ventress.

Les Sith utilisent en outre des adeptes du Côté Obscur. Ainsi, Asajj Ventress sert en tant qu'assassin pour certaines missions contre la République. Cette ancienne Jedi finit par se retourner contre Dooku. Le comte la tue en voulant exécuter Quinlan Vos, qu'il n'est parvenu à maintenir dans le Côté obscur que temporairement,.
Dans l'univers Légendes, Sev'Rance Tann possède un rôle central avant que Ventress et Grievous ne rejoignent la CSI. En effet, elle sert d'apprentie à Dooku et de général à l'armée droïde. Elle meurt au premier mois de la guerre des clones, et est remplacée.

#### Entreprises membres
Plusieurs groupes privés décident de se joindre à la CSI. Leurs dirigeants forment alors le Conseil séparatiste, organe exécutif de la Confédération.
Le Techno-Syndicat de Wat Tambor s'associe à la CSI en proposant de fournir du matériel militaire à l'organisation politique. Le Techno-Syndicat soutient cette position principalement pour les bénéfices derrière. Cela explique qu'il vende simultanément de technologies à la République galactique. Wat Tambor fait tout pour faire durer la guerre. Il aide alors le camp qui serait prêt à payer le plus cher. Par conséquent, tout en soutenant discrètement les séparatistes, le Techno-Syndicat revendique sa neutralité auprès de la République. Parallèlement, une filiale du Techno-Syndicat, l'entreprise Baktoid Combat Automata, construit la majorité des droïdes de l'armée séparatiste,,.
Le Clan bancaire intergalactique de San Hill, installé à Muunilinst, est la principale organisation du secteur financier à l'échelle galactique. Le Conseil des cinq exécutifs, un groupe de muuns, dirige le CBI. Comme le Conseil des cinq exécutifs est corrompu, le CBI sert principalement les intérêts de ce groupe. Cette banque s'affirme comme neutre. Il s'avère pourtant qu'elle finance la République le moins possible afin de permettre l'avantage de la CSI sur celle-ci. Le CBI tente alors de garder secret l'inégalité de financement des deux belligérants dont il devient responsable,,.
L'Alliance intercorporations de Passel Argente est basée à Kooriva. C'est l'une des plus importantes entreprises commerciales de la Galaxie. Elle s'occupe des principales négociations commerciales de la Galaxie. Passel Argente, le magistrat de l'Alliance l'engage alors dans la guerre en fournissant son armée droïde à la CSI. Passel Argente, dirigeant de Lethe, le principal conglomérat de l'Alliance intercorporations, espère s'enrichir en soutenant la CSI. Il est assisté par Denaria Kee alors qu'il tente de gagner en influence dans la CSI et  de détrôner Dooku et Wat Tambor. Ces deux derniers sont enviés pour leur place supérieure au sein de l'organisation,.
La Guilde du commerce de Shu Mai aide militairement la CSI. Cependant, le soutien de la Guilde n'est pas officiel. La Guilde du commerce revendique alors une neutralité. La présidente Shu Mai espère gagner en rang social, en pouvoir politique et en propriétés économiques en s'alliant à l'organisation du comte Dooku. L'un des principaux membres de la Guilde, l'entreprise SoroSuub, permet notamment l'intégration à la CSI de la puissance navale qu'est Sullust.
L'ancien empire esclavagiste de Zygerria s'allie aussi aux séparatistes. La reine zygerrienne Miraj Scintel souhaite restaurer l'âge d'or de son peuple. Zygerria possédait effectivement auparavant une place centrale dans le commerce d'esclaves à l'échelle galactique.
La planète Géonosis se joint aussi à la CSI. La ruche Stalgasin comporte alors la majorité de la population géonosienne. L'archiduc Poggle le Bref dirige cette ruche, dont l'économie est exclusivement fondée sur la production de droïdes. La CSI en est le principal client.

### Forces armées

#### Terrestres

##### Commandement

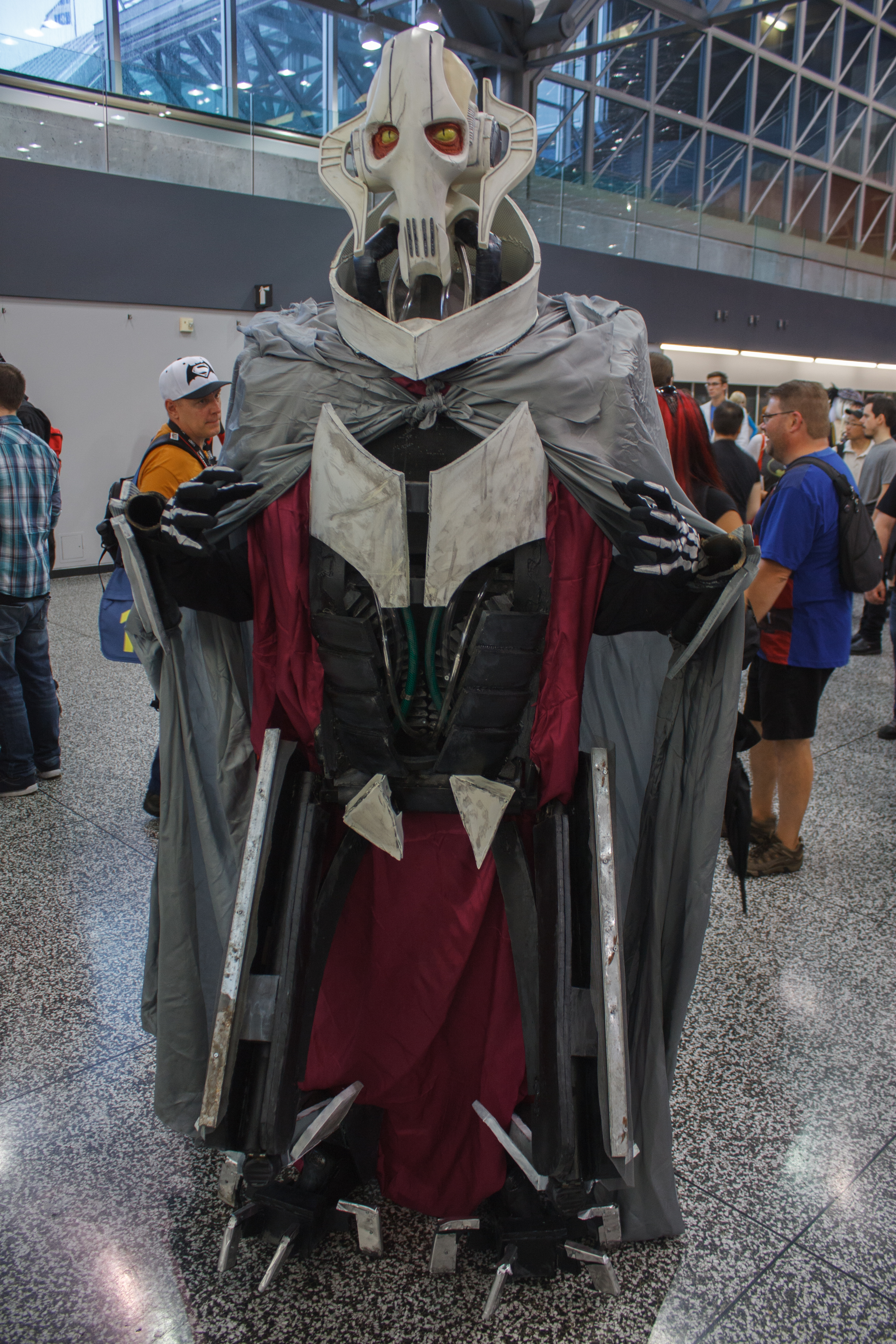
Cosplay de Grievous.

Le général Grievous est le commandant en chef de l'armée séparatiste; cependant, il ne tolère pas d’être pris pour un droïde. En effet, c'est un cyborg, de l'espèce kaleesh et originaire de Kalee. Même s'il ne maîtrise pas la Force, Grievous est capable de se battre en utilisant quatre sabres laser à la fois. Le comte Dooku l'a entraîné au maniement du sabre laser.
Grievous est accompagné de MagnaGardes. Ils sont conçus d'après ses instructions par Holowan Mechanicals pour ressembler aux guerriers qui suivaient Grievous alors qu'il était un seigneur de guerre à Kalee. Grievous forme ces gardes du corps robotiques lui-même. Ils se battent souvent à deux et parviennent à s'adapter au style de combat adverse. Ils sont armés de bâtons électriques indestructibles, de grenades et de lance-roquettes. Même si le concept provient de Grievous, d'autres dirigeants séparatistes emploient ces droïdes.
Les dirigeants de bataillons séparatistes se servent notamment de droïdes tactiques de série T en tant que conseillers. Certains les laissent même commander les troupes. Ces droïdes sont chargés de la conception de stratégies militaires. Ils ne se battent pas, restant à l'abri dans les bases ou vaisseaux amiraux séparatistes.

##### Infanterie
L'infanterie séparatiste comporte principalement des droïdes de combat B1. Ceux-ci sont conçus pour ressembler aux géonosiens. Ils sont peu efficaces, et par conséquent la CSI les produit en masse. Cela permet des victoires par avantage numérique. Les droïdes de combat éclaireurs montent un STAP. Ce petit véhicule à répulseurs permet de se déplacer rapidement dans des zones inaccessibles aux engins trop grands. Les droïdes de combat sont originairement créés pour la Fédération du commerce. Parmi les droïdes de combat, les droïdes de sécurité se distinguent par un marquage rouge. Ils doivent garder les bâtiments et vaisseaux séparatistes et sont déployés en pelotons dirigés chacun par un droïde officier, avec un marquage jaune quant à lui.
Les superdroïdes de combat B2 sont des droïdes de combat améliorés. Ils portent un meilleur blindage et un meilleur armement. Cependant, comme le modèle primaire, ils manquent fortement d'intelligence, ce qui permet de les vaincre aisément en attaquant leurs points faibles, tel le mollet.
Une variante de B2, les B2-RocketPack, est munie d'un jetpack. Les B2-RP se caractérisent notamment par des marquages bleus sur le torse, le bras et les jambes. Ils peuvent, en s'envolant, s'attaquer directement aux vaisseaux ennemis. Une version améliorée de B2-RP, les Rockettroopers, est équipée d'un jetpack plus volumineux et de propulseurs, un par épaule et un par cheville. Les Rockettroopers se déplacent plus vite et de façon plus contrôlée. Cette aptitude en fait des droïdes plus efficaces.
Les droïdes commando BX sont eux aussi des versions améliorées des droïdes de combat. Ils sont plus résistants et plus intelligents. Les séparatistes les envoient pour des opérations délicates. Leurs photorécepteurs en guise d'yeux sont blancs.
Les D-Wing sont des droïdes de soutien aérien. Ils sont bipèdes. Leur tête est cylindrique. Ils sont rouges et beiges, et semblent être des modèles de droïdes de combat améliorés, avec notamment une capacité à s'envoler et des articulations inhumaines. Ils sont légèrement plus armés que les B1,.

##### Artillerie
La CSI compose son artillerie de droïdes, construits pour la plupart par Baktoid Armor Workshop.
Les droïdekas sont conçus par les colicoïdes de Colla 4. Les colicoïdes sont initialement payés en viande pour la construction de ces droïdes. Les droïdekas servent de soutien aux droïdes de combat. Ils peuvent se replier en boule pour se déplacer rapidement. Ils sont équipés d'un bouclier déflecteur individuel qui leur permet de ne pas subir la plupart des attaques légères ennemies,.
La version améliorée des droïdekas, les annihilateurs scorpenek, possède une hauteur près de deux fois plus grande. Ils sont eux aussi défendus par un bouclier individuel, mais plus large du fait de la taille supérieure. Leurs canons sont plus puissants que ceux des droïdekas. Du fait de l'efficacité des scorpeneks, le coût de production en est très élevé. Par conséquent, seule une centaine d'exemplaires au total est produite,.
Les droïdes araignées sont fournis par la Guilde du commerce. Tout-terrain, ces machines sont montées sur quatre pattes avec au centre un corps circulaire blindé armé de canons laser. Elles peuvent se déplacer avec rapidité. Les droïdes araignées servent originairement à exercer une pression sur les clients de la Guilde du commerce et à intimider les organisations concurrentes. Ils doivent ainsi permettre d'assurer un service de sécurité qui protège les intérêts de la Guilde.
Les droïdes araignées nains sont aussi fournis par la Guilde du commerce. Ces droïdes, moins développés que les droïdes araignées, peuvent enclencher un mécanisme d'autodestruction en cas de réelle menace. Ils possèdent en outre un canon léger qui peut faire exploser les véhicules légers ennemis.
Les droïdes crabes sont surnommés « fouineurs » par les soldats clones. Ces droïdes sont produits en plusieurs tailles différentes par le Techno-Syndicat. Leur structure leur permet de s'aventurer efficacement en terrain accidenté. Grâce à leurs pinces faites en duranium, ils peuvent percer la roche.
Les droïdes « mur de feu » sont quant à eux fournis par le Clan bancaire intergalactique et construits par Haor Chall Engineering. Ils se déplacent sur de grandes roues et se servent d'un photorécepteur en guise d'œil pour viser puis tirer à longue portée vers des cibles aériennes ou terrestres. Ils disposent d'une trentaine de missiles. Le Clan bancaire s'en sert normalement contre les clients qui ne le remboursent pas à temps.
Les droïdes octuptarras sont fabriqués par le Techno-Syndicat. Ils sont structurés en module cognitif monté sur trois pattes. Ils existent aussi en plusieurs formats en fonction des tâches destinées. Leur conception et leur nom s'inspirent de l'octuptarra, animal qui vit à Skako.
Les tanks droïdes sont fournis par l'Alliance intercorporations. Ils sont en forme de roue encadré de petites roues aux côtés. L'Alliance intercorporations les utilise originairement contre les groupes qui s'opposent à leurs objectifs.

##### Véhicules
Les canonnières droïdes PML sont armées de plusieurs canons laser et commandées par un cerveau droïde. Elles sont équipées de 14 missiles explosifs, qui les rendent particulièrement dangereuses.
Les barges de déploiement C-9979 peuvent amener au sol 28 transporteurs de troupes, 1 114 CAB et 11 TMT, pour un équipage de 88 droïdes. Ces vaisseaux sont équipés d'ailes amovibles et de puissants répulseurs.
Les TMT sont des véhicules sur répulseurs. Ils permettent d'amener au front plus d'une centaine de droïdes de combat par transporteur. Les droïdes sont compressés pour qu'un maximum entre à l'intérieur.
Les TBA sont équipés d'un canon laser principal à leur sommet et de canons secondaires de chaque côté. D'autres armes protègent les TBA, notamment six lanceurs de projectiles et des obus.

#### Aquatiques

##### Commandement

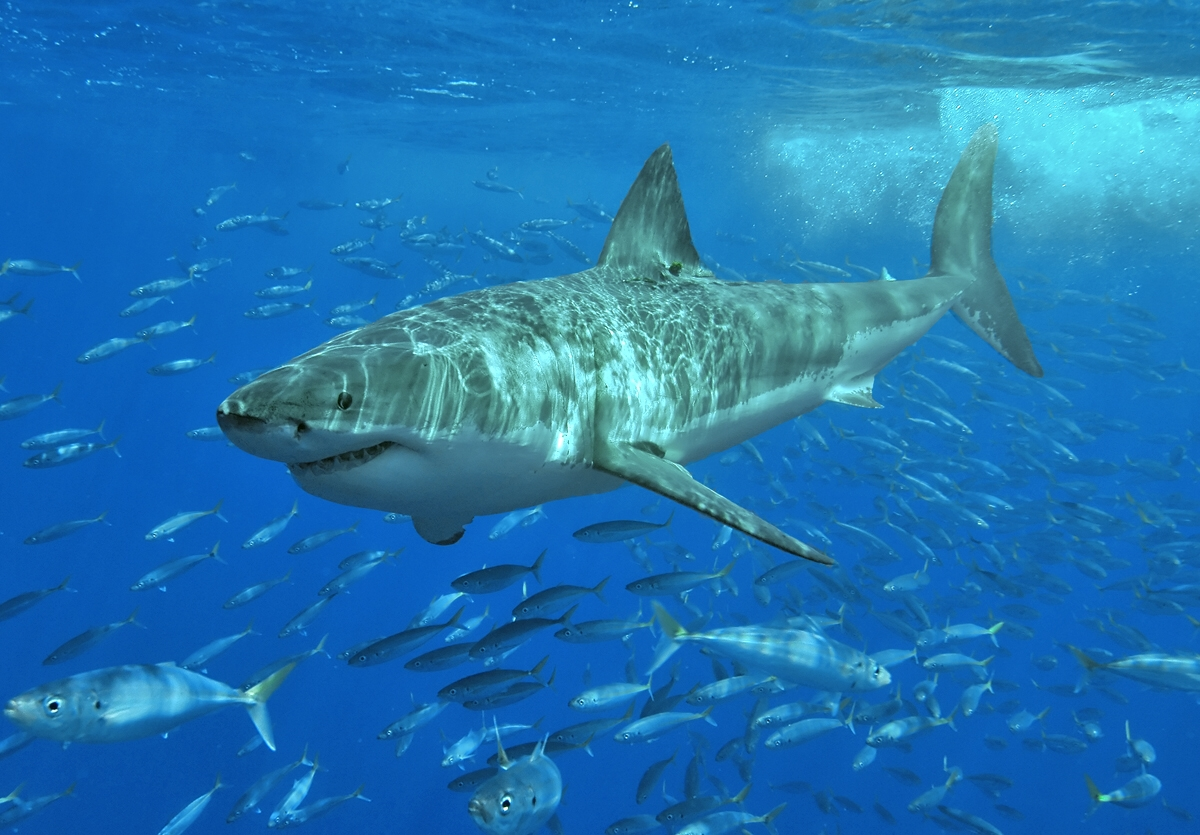
Grand requin blanc, animal dont est inspirée l'apparence de Riff Tamson.

Pour ce qui est des opérations militaires dans un monde intégralement aquatique, comme à Mon Cala, le karkarodon Riff Tamson est plus adapté. En effet, sa physiologie, en une sorte de requin humanoïde, lui facilite fortement les déplacements dans l'eau. Il dirige notamment la tentative de prise de contrôle de Mon Cala par les séparatistes, en y lançant par exemple alors la guerre civile en assassinant personnellement le roi.

##### Troupes
Le Techno-Syndicat offre à la CSI l'utilisation d'aqua-droïdes. Ceux-ci peuvent se déplacer facilement et rapidement en terrain marin, à l'aide de propulseurs au niveau des pieds. Les séparatistes s'en servent notamment pour des attaques surprises.
Les perceuses d'assaut de classe Trident sont fabriquées par les colicoïdes. Elles sont équipées de tentacules blindés à grappins et de canons laser. Du fait de leur configuration, elles peuvent creuser dans les bâtiments.

#### Spatiales

##### Commandement

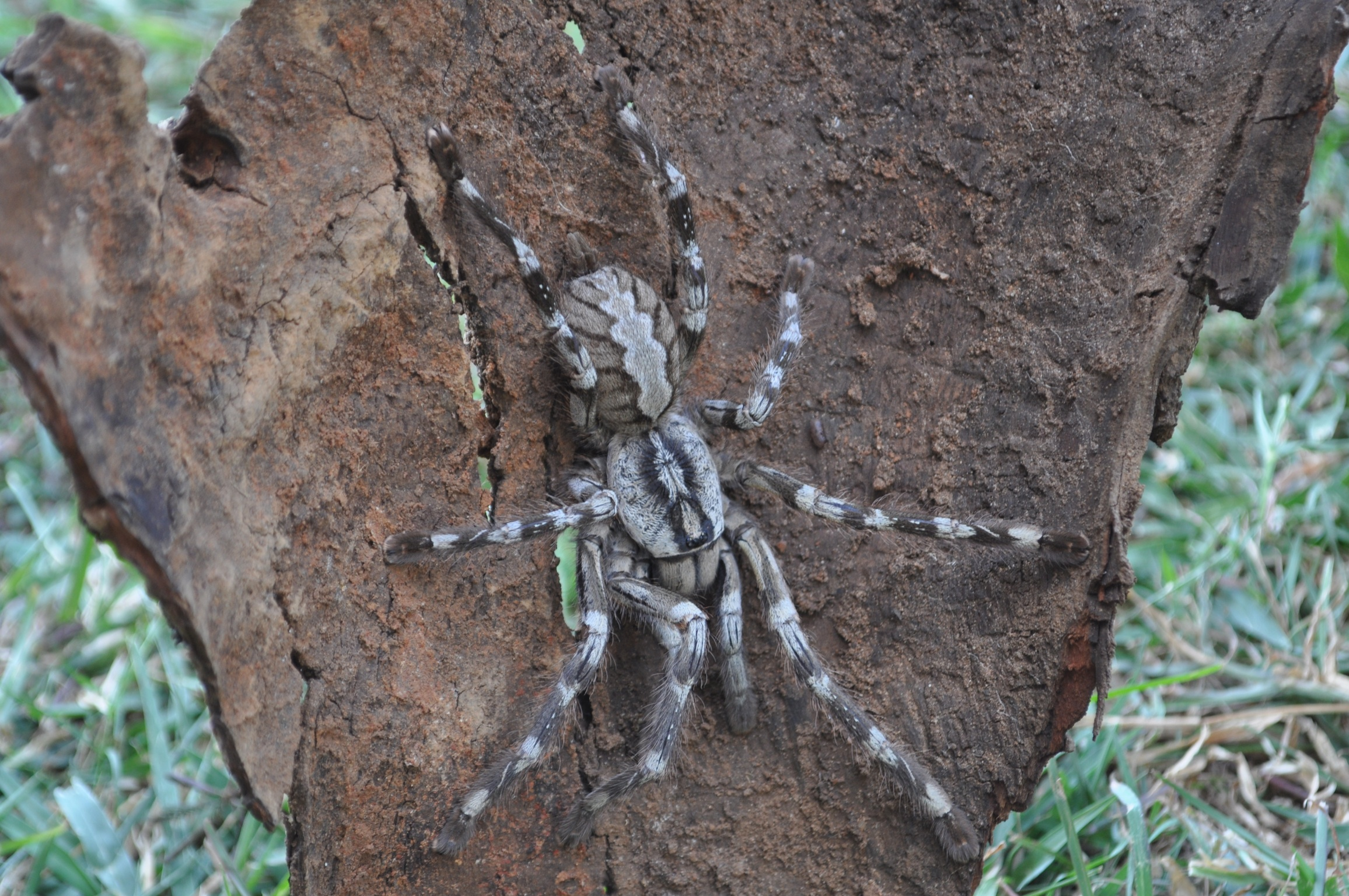
Mygale, animal dont est inspirée l'apparence de Trench.

L'un des principaux commandant de la flotte séparatiste après Grievous est l'amiral Trench. Les talents de stratège de ce harsch sont reconnus depuis le blocus de Malastare. Ainsi, Trench travaille d'abord pour l'Alliance intercorporations, qui rejoint la CSI. Il commande la flotte droïde lors d'importantes batailles contre la République, comme celle de Christophsis ou celle de Ringo Vinda. Chaque fois, il échappe miraculeusement à la mort, jusqu'à la bataille d'Anaxes, où il est exécuté par Anakin Skywalker.
Version améliorée des droïdes tactiques de série T, les droïdes super tactiques sont des généraux au sein de l'armée séparatiste. Ils se considèrent supérieurs aux généraux organiques et se servent de stratégies impitoyables et agressives. Grâce à leurs trois récepteurs optiques en guise d'yeux, leur vision couvre un large spectre de couleurs. Parmi les droïdes super tactiques notables se trouvent Kalani, Aut-O ou encore Kraken, qui assiste Trench.
Grievous participe aussi à des batailles spatiales. Il se sert d'abord du Malveillant, prototype qui peut libérer une vague d'énergie qui neutralise les systèmes électriques des vaisseaux avoisinants, ce qui permet ainsi de venir facilement à bout d'une flotte ennemie. Le vaisseau s'écrase après un sabotage causé par le Jedi Anakin Skywalker. Après cette perte, Grievous adopte l'utilisation d'un destroyer stellaire de classe Providence modifié, la Main Invisible, comme vaisseau amiral; mais durant la bataille de Coruscant, le vaisseau amiral s'écrase sur Coruscant après avoir été abattu par la flotte républicaine.

##### Flotte
La CSI utilise des vaisseaux à intelligence artificielle capables de se déplacer sans commandement extérieur constant. Toutefois, leur programmation ne permet pas une efficacité égale aux vaisseaux pilotés par un organisme doué de conscience.
Malgré ce défaut, les chasseurs droïdes proposent de nombreux avantages pour la CSI. Par exemple, ils peuvent effectuer des manœuvres qu'un pilote vivant ne supporterait pas. Par ailleurs, du fait de l'absence de nécessité de système respiratoire pour accueillir un pilote vivant, les intercepteurs séparatistes sont polyvalents et comportent une capacité d'accueil de carburant ou d'armes plus importante.
L'un des chasseurs les plus efficaces de la CSI est le droïde tri-intercepteur. Avec une longueur de 5,4 m, il est le plus petit des vaisseaux militaires utilisés durant la guerre des clones. Sa programmation lui permet une intelligence supérieure à celle de la plupart des chasseurs droïdes séparatistes. Il peut aussi projeter vers l'ennemi des missiles qui en éclatant libèrent des droïdes buzz. Ces petits droïdes de 25 cm de diamètre peuvent alors saboter un intercepteur ennemi toujours en fonctionnement.
Ces droïdes peuvent être transportés dans un vaisseau amiral droïde de classe Lucrehulk (vaisseau de transport commercial modifié) fourni par la Fédération du commerce. Ces vaisseaux amiraux mesurent 3 km de diamètre. Ainsi, un seul d'entre eux peut contenir  550 TMT, 6 250 AAT, 50 barges de débarquement, 1 500 transporteurs de troupes et 1 500 droïdes vautours,.
Outre les vaisseaux amiraux droïdes, la flotte séparatiste utilise principalement trois autres types de vaisseaux. Les frégates stellaires de classe Munificent, également appelées frégates du Clan Bancaire servent d'escorte de même que de vaisseaux de communication et de relais holonet pour les séparatistes, leur permettant d'avoir leur propre réseau de communication privé indépendant de celui de la République. Les destroyers stellaires légers de classe Recusant, aussi appelés destroyers de la Guilde du Commerce, constituent l'ossature de la flotte séparatiste en raison de leur faible coût et de leur facilité de remplacement. Les destroyers stellaires de classe Providence, surnommés aussi Dreadnoughts séparatistes, sont les vaisseaux amiraux de la flotte séparatiste; ils disposent des mêmes capacités de contrôle qu'un vaisseau amiral droïde, mais contrairement à ces derniers, ce sont des vaisseaux de combat dédiés. La Main Invisible est ainsi un destroyer Providence modifié pour servir de vaisseau amiral du Général Grievous.
Enfin, la flotte séparatiste utilisa aussi des vaisseaux moins conventionnels. On peut notamment citer le Malveillant, un croiseur lourd de classe Subjugator qui servit de premier vaisseau amiral au Général Grievous et qui disposait d'un canon à ion capable de neutraliser une flotte entière. Malheureusement pour les séparatistes, le Jedi Anakin Skywalker parvint à infiltrer et à saboter le vaisseau, l'envoyant s'écraser contre une lune et privant ainsi la CIS d'un atout stratégique majeur pour la guerre des Clones.

## Concept et création
Dans les premiers concepts réalisés par Doug Chiang, les neimodiens de la Fédération du commerce doivent ressembler aux droïdes de combat séparatistes. L'idée n'est pas conservée du fait de la forme de visage : les neimodiens sont en effet finalement interprétés par des acteurs masqués, et non générés par images de synthèse. L'apparence initialement attribuée aux neimodiens est ensuite reprise pour les géonosiens. 
Les géonosiens conservent une silhouette et une tête proches des droïdes de combat, mais avec des caractéristiques similaires à celles des insectes. Cet élément se reflète dans leur architecture, qui évoque les nids de termites. Les premières idées sur la conception des géonosiens leur attribuent la capacité à pouvoir changer de couleur comme les caméléons. Ce concept est légèrement conservé dans L'Attaque des clones, avec l'interaction des géonosiens avec la lumière et les ombres.

## Adaptations

### Jeux vidéo
Les séparatistes affrontent la République galactique dans les différents jeux de la saga Battlefront: Star Wars: Battlefront (2004), Star Wars: Battlefront II (2005) et Star Wars: Battlefront II (2017). La promotion du mode Suprématie capitale représente une bataille spatiale entre CSI et République.
La CSI est aussi présente notamment dans les jeux inspirés de la série télévisée d'animation The Clone Wars. Par exemple, les commandants de la CSI Dooku, Ventress et Grievous figurent dans le jeu de 2008 Star Wars: The Clone Wars - Duels au sabre laser. La même année Star Wars: The Clone Wars - L'Alliance Jedi propose une intrigue centrée autour de l'étude par les Jedi d'un complot séparatiste qui implique Dooku et Grievous. L'armée droïde sert aussi d'antagoniste dans le jeu de 2009 Star Wars: The Clone Wars - Les Héros de la République, et est affrontée par les Jedi et les soldats clones.

### Figurines
Plusieurs protagonistes de la CSI sont représentés en figurines par Hasbro. Ainsi, une figurine de Grievous est mise en vente, accompagnée de cinq petites pièces : ses quatre sabres laser et un blaster. En 2019, une représentation du sabre laser de Dooku s'ajoute à une collection de sabres laser déjà produits. En 2021, un set comportant cinq figurines de différents modèles de droïdes est annoncé, et contient notamment une figurine de droïde de combat parmi celles-ci.

## Accueil et analyse
L'armée séparatiste composée principalement de droïdes de combat sert vraisemblablement de ressort comique aux affrontements de la guerre des clones. Du fait de la contradiction entre obéissance inconditionnelle aux ordres et personnalité distincte, chaque droïde manifeste un comportement parfois insensé, allant de la simple lâcheté au défaitisme. Par ailleurs, la destruction de droïdes de combat par leurs supérieurs, tels Grievous ou Ventress, ajoute à cela un autre effet comique. La décision de faire des droïdes de combat des individus qui ne fonctionnent pas que selon les ordres d'un ordinateur central permet l'existence de dysfonctionnements qui renforcent leur ridicule, notamment à l'aide de leur voix aiguë. Enfin, leurs actions menaçantes en font une armée qui combine des ressentis de crainte et d'humour pour le spectateur,.
Nicolas Allard considère qu'il est étonnant que les dirigeants séparatistes au courant de l'existence du mystérieux Dark Sidious n'aient pas cherché à se renseigner sur lui avec précision avant de conclure un accord avec lui et de rejoindre l'alliance politique ainsi créée. Il attribue alors cela à un manque de précision et de rigueur dans la présentation de la formation de l'Alliance séparatiste. Selon lui, ce manque de rigueur débouche sur une simplification exagérée d'un système politique et des actions des protagonistes en question.
La Confédération des systèmes indépendants permet de représenter en un seul groupe différents types d'organisations qui peuvent profiter des conflits. Les géonosiens sont assimilables à des fabricants d'armes, leurs usines servant même de premier champ de bataille à la guerre des clones. Des sociétés privées comme la Fédération du commerce affichent quant à elle une volonté de soutenir économiquement, de corrompre les personnalités politiques prêtes à défendre les intérêts des grandes entreprises. Les puissances économiques de la CSI sont présentées comme dirigées par des chefs naïfs, cupides et craintifs. Ceux-ci servent alors une autre classe qui peut aussi se servir de guerres : les politiciens, que symbolise notamment Dooku. Parti d'intentions idéalistes certainement bonnes, Dooku succombe en effet au Côté obscur.
L'organisation de la CSI peut aussi être interprétée comme une critique d'un système économique capitaliste à outrance, un reproche attribué notamment au système américain. Les séparatistes sont principalement dirigés par des entreprises privées influentes et puissantes économiquement. Certains mondes séparatistes reflètent leur face sombre par leur apparence. Par exemple, Géonosis est rapprochable à une représentation d'un enfer, du fait de la coloration rouge et de la morphologie des géonosiens. Outre le rapport à la guerre de certaines entreprises, la conception de la CSI permet aussi d'explorer la question des libertés de multinationales qui peuvent déborder des lois étatiques, en l'occurrence de la République. La CSI est effectivement créée pour permettre de faciliter la fraude fiscale,,,.
L'accent dans la version originale porté, notamment par les membres de la Fédération du commerce, va dans le sens de l'interprétation de cette entreprise comme une représentation totale du commerce. Cet accent rappelle celui qui est attribué à l'anglais parlé dans le monde arabe. Cela fait référence alors aux grands producteurs de pétrole de Moyen-Orient. Cet accent se caractérise entre autres par un effort d'articulation académique et les /r/ roulés. La prononciation des membres de la Fédération du commerce rappelle également l'accent de l'est de l'Asie sur la prononciation de l'anglais,.
L'armée séparatiste, composée exclusivement de droïdes, symbolise une suppression totale du libre-arbitre. Cet élément fait partie des composantes principales qui caractérisent un régime totalitaire. Or, les droïdes obéissent sans objection. Comme plusieurs créations de Star Wars, les droïdes de combat soulèvent en outre la question des enjeux du progrès technologique, l'antagoniste dans la saga allant régulièrement de pair avec l'industrie dans Star Wars,.
Le problème de la technologie est aussi abordé par les défaillances chez les séparatistes, notamment la toux de Grievous. Celle-ci montre en effet les risques pris lorsque l'on tente de mêler le vivant aux technologies en tentant de l'améliorer ainsi. Par ailleurs, seuls les Sith s'essaient à ce genre de manipulation. Cela permet de mettre encore en évidence les limites et le danger des technologies, ainsi que l'impossibilité de recréer la vie perdue.
En outre, l'organisation des opérations séparatistes évoque fortement des tentatives d'assassinats terroristes. Ainsi, l'émergence séparatiste, dont la mise en scène dans la prélogie est contemporaine notamment aux attentats du 11 septembre 2001, engendre une réaction de la République galactique comparable à la réaction américaine dans sa situation.

## Postérité
La scène qui représente le massacre des dirigeants séparatistes et par la même occasion conclut l'histoire de la CSI est reprise pour le comics Star Wars : Dark Vador #17. Dark Vador, qui a auparavant tué lui-même les chefs de la CSI, massacre cette fois les dirigeants hutts.
Les super droïdes de combat semblent quant à eux inspirer le concept de Dark Troopers présent dans la série télévisée The Mandalorian. D'abord, il s'agit dans les deux cas de droïdes. Ces droïdes jouent ensuite un rôle de soldats d'élite plus difficiles à vaincre que les soldats normaux, c'est-à-dire les droïdes de combats dans la CSI et les stormtroopers dans l'Empire galactique. Enfin, les deux types de droïdes sont blindés et plus protégés que la plupart des fantassins, mais peuvent être vaincus, surtout par les Jedi.